# Катта (уезд)
Катта (яп. 刈田郡 Катта-гун) — уезд, расположенный в префектуре Мияги, Япония.
По оценкам на 1 октября 2017 года, численность населения составляет 13 406 человек, площадь 415,92 км², плотность населения 32,2 человек на один км².
Уезд Катта состоит из двух посёлков.

## Посёлки и сёла
- Дзао
- Ситикасюку

## История
В 10-ю луну 5-го года Ёро (721 год) из южной части уезда Сибата были выделены две волости: Катта (苅田郷) и Ацука (篤借郷). Из них был образован уезд Катта.
Согласно словарю «Вамё Руйдзюсё», созданному в первой половине 10-го века, в состав уезда Катта входило 4 волости: Ацука (篤借郷), Катта (苅田郷), Саката (坂田郷) и Мита (三田郷).
В период Бакумацу (с 1853 по 1869 год) уезд Катта входил в состав провинции Муцу, и находился на территории княжества Сэндай.
Согласно статистической книге «Кюдака Кюрё Торисирабэтё» (旧高旧領取調帳), составленной правительством в начале эпохи Мэйдзи для каждой префектуры, на территории уезда находилось 33 села: Сироисихон-го (白石本郷), Курамото (蔵本村), Мориай (森合村), Нагабукуро (長袋村), Яцумия (八宮村), Корияма (郡山村), Таканосу (鷹巣村), Сакая (坂谷村), Наканомэ (中ノ目村), Сайкава (斎川村), Косуго (越河村), Гока (五賀村) Тайра (平村) Мисава (三沢村), Инусотоба (犬卒都婆村), Кооку (小奥村), Утиоя (内親村), Коситагура (小下倉村), Фукая (深谷村), Мия (宮村), Магатакэ (曲竹村), Яцуки (矢附村), Сиодзава (塩沢村), Энда (円田村), Хирасава (平沢村), Обара (小原村), Сэки (関村), Намэдзу (滑津村), Ватарасэ (渡瀬村), Юнохара (湯原村), Омати (大町村), Комурасаки (小村崎村), Цуда (津田村).
- 19 января 1869 года провинция Муцу была разделена, и уезд Катта стал частью провинции Ивасиро (岩代国)
- 12 сентября 1869 года на территории княжества Сироиси (白石藩) образована префектура Сироиси (白石県)
- 29 декабря 1869 года префектура Сироиси переименована в префектуру Какуда (角田県)
- 7 января 1870 года уезд Катта вместе с уездом Игу вошёл в состав провинции Иваки (磐城国)
- 13 декабря 1871 года, с упразднением системы ханов, уезд Катта присоединён к префектуре Сэндай (仙台県)
- 16 февраля 1872 года префектура Сэндай переименована в префектуру Мияги
- 22 апреля 1876 года уезд переведён под управление префектуры Ивасаки (磐前県)
- 21 августа 1876 года уезд возвращается под управление префектуры Мияги

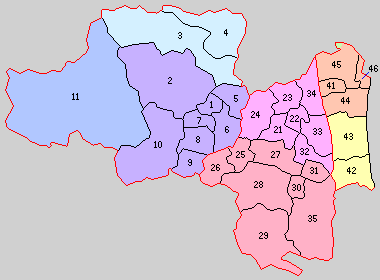
1. Сироиси, 2. Фукуока, 3. Мия, 4. Энда, 5. Сиракава,
6. Отакасава, 7. Одайра, 8. Сайкава, 9. Косуго, 10. Обара,
11. Ситикасюку
Фиолетовый — город Сироиси, светло-синий — посёлок Дзао,
синий — посёлок Ситикасюку
С 21 по 35 — уезд Игу, с 41 по 46 — уезд Ватари

- 1 апреля 1889 года с созданием современной муниципальной системы были образованы посёлок Сироиси (白石町 ) и 10 сёл: Фукуока (福岡村), Мия (宮村), Энда (円田村), Сиракава (白川村), Отакасава (大鷹沢村), Одайра (大平村), Сайкава (斎川村), Косуго (越河村), Обара (小原村) и Ситикасюку (七ヶ宿村).[2]
- 1 апреля 1894 года были образованы уездные органы управления в посёлке Сироиси
- 1 апреля 1923 года уездный совет упразднён, уездная администрация остаётся
- 1 апреля 1926 года часть села Сиракава присоединена к посёлку Сироиси
- 1 июля 1926 года уездная администрация упразднена
- По данным на 1935 год площадь уезда Катта составляет 701,80 км², население 51 175 человек (25 417 мужчин, 25 758 женщин)[3]
- 1 апреля 1954 года посёлок Сироиси, сёла Одайра, Отакасава, Фукуока, Сиракава, Косуго и Сайкава объединяются и образовывают город Сироиси. Соответственно, они выходят из состава уезда
- 1 апреля 1955 года сёла Энда и Мия сливаются и образовывают посёлок Дзао
- 31 марта 1957 года село Обара входит в состав города Сироиси
- 1 апреля 1957 года село Ситикасюку становится посёлком Ситикасюку